# Mercedes Helnwein
Mercedes Helnwein (* 12. November 1979 in Wien) ist eine österreichische bildende Künstlerin, Schriftstellerin und Video-Künstlerin.

## Leben
Mercedes Helnwein wurde als Tochter des österreichischen Künstlers Gottfried Helnwein in Wien geboren. Sie lebte bis 1985 in Wien, danach übersiedelte sie mit ihrer Familie nach Deutschland. Seit 1997 lebt sie in Tipperary in Irland und in Downtown Los Angeles.

Sie schrieb und zeichnete seit ihrer frühesten Jugend. Als sie 13 Jahre alt war, veröffentlichte die deutsche feministische Zeitschrift Emma ihren Comic Die Männer schlagen zurück. In ihrem bildnerischen Werk widmet sich Mercedes Helnwein in erster Linie der großformatigen Zeichnung mit Bleistift, Farbstift, Tusche und Pastell auf Papier. Sie arbeitet jedoch auch in Aquarell- und Öltechnik.
In ihren Videos verarbeitet sie ähnliche Themen wie in ihren Zeichnungen: Menschen in absurden und geheimnisvollen Situationen, oft auch zusammen mit anderen Menschen, zu denen sie in einer beunruhigenden und nicht zu entschlüsselnden Weise in Beziehung zu stehen scheinen.

2004 gründet sie zusammen mit der amerikanischen Künstlerin Alex Prager den Verlag Devils Porchlight Press.
Nach mehreren Erzählungen und Kurzgeschichten erschien 2008 ihr Roman The Potential Hazards of Hester Day bei Simon & Schuster in New York.
Mercedes Helnwein wird von folgenden Galerien vertreten: Blackston Gallery, New York, Merry Karnowsky Gallery, Los Angeles, The Shooting Gallery, San Francisco, Pool Gallery, Berlin und Bespoke Gallery, Dublin.
Ihr Literarisches Werk wird vertreten durch: Literary agency Ed Victor Ltd., London and Fletcher & Company, New York.
Im März 2010 erwarb Damien Hirst alle Arbeiten ihrer Ausstellung Whistling Past the Graveyard in der A Gallery in London.

## Werke (Auswahl)
- The Universal Cure, Erzählung
- Devil Got Religion, Erzählung
- Frank, Kurzgeschichte
- The Potential Hazards of Hester Day, Roman, Simon & Schuster, New York, 2008. ISBN 1-4165-7466-2
- The Book of Disquiet, (an immoral drama), Devil’s Porchlight Press; 2005
- Whistling Past the Graveyard, Video
- East of Eden, Video
- Faking It, Video
- Love is a Dog, Farbstift auf Papier

## Ausstellungen (Auswahl)
- Drawings, Studio Jason Lee, Los Angeles, 2003, Einzelausstellung
- America Motel, Installation, America Motel, Los Angeles, 2004[2]
- In America Now, Omelveny Gallery, West Hollywood, USA, 2004, Gruppenausstellung
- Last Chapter of Dreaming, South Tipperary Art Center, Ireland, 2006, Einzelausstellung
- Amazing Grace, Pool Gallery, Berlin, 2006, Einzelausstellung
- Young Guns, (curated by The Shooting Gallery), Sundance Film Festival, Park City, USA, 2006, Gruppenausstellung
- Beyond Representation, (curated by Shawn Barber) Scion Dashboard Gallery, San Francisco, 2006, Gruppenausstellung
- Strange Days, Pool Galerie, Berlin, 2007, Einzelausstellung
- RHA Annual, Royal Hibernian Academy, Dublin, 2007, Gruppenausstellung
- Strange Days, Bespoke Gallery, Dublin, 2007, Einzelausstellung
- Local News, Molesworth Gallery, Dublin, Ireland, 2007, Einzelausstellung
- Luck of the Draw, Hunsacker / Schlesinger Fine Art Gallery, Santa Monica, USA, 2007, Gruppenausstellung
- Whistling Past the Graveyard, Merry Karnowsky Gallery, Los Angeles, 2008, Einzelausstellung
- We Are the Superlative Conspiracy, Robert Berman Gallery, Santa Monica, USA, 2008, Gruppenausstellung
- East of Eden, Merry Karnowsky Gallery, Los Angeles 2009, Einzelausstellung
- Whistling Past the Graveyard II, Merry Karnowsky Gallery, Los Angeles, 2009, Einzelausstellung
- It's a Wonderful Life, Randall Scott Gallery, Brooklyn, NY, 2009, Gruppenausstellung